# Polynormande
La Polynormande ou Poly Normande, est une course cycliste française d'un jour disputée à Saint-Martin-de-Landelles vers la fin de juillet/début août. Elle est créée par Daniel Mangeas, le speaker du Tour de France et enfant de la commune.
À l'origine, en 1980, cette course est créée pour redynamiser le critérium des Trois Jours Cyclistes Amateurs de Saint-Martin de Landelles qui se déroulait avant elle. Depuis 2003, la Polynormande est devenue une course en ligne courue sur 157 km d'Avranches à Saint-Martin-de-Landelles.
Elle compte aujourd'hui pour la Coupe de France de cyclisme sur route.
C'est une course classée 1.1 dans le calendrier de l'UCI Europe Tour.
L'édition 2020, initialement prévue le 16 août, est annulée par le comité d'organisation le 17 mai, en raison de la pandémie de maladie à coronavirus. Il s'agit d'une première, depuis sa création, en 1980.

## Palmarès
| Année                       | Vainqueur                | Deuxième                | Troisième             |                  |
| --------------------------- | ------------------------ | ----------------------- | --------------------- | ---------------- |
| Critérium de 1980 à 2002    |                          |                         |                       |                  |
| 1980                        | Bernard Thévenet         | Jean-René Bernaudeau    | Raymond Martin        |                  |
| 1981                        | Lucien Van Impe          | Raymond Martin          | Pierre Le Bigaut      |                  |
| 1982                        | Bernard Hinault          | Gilbert Duclos-Lassalle | Bernard Vallet        |                  |
| 1983                        | Marc Madiot              | Sean Kelly              | Laurent Fignon        |                  |
| 1984                        | Vincent Barteau          | Éric Caritoux           | Claude Criquielion    |                  |
| 1985                        | Claude Criquielion       | Jean-Claude Bagot       | Marc Madiot           |                  |
| 1986                        | Jean-René Bernaudeau     | Frédéric Brun           | Jean-Louis Gauthier   |                  |
| 1987                        | Marc Madiot              | Pierre Le Bigaut        | Jean-René Bernaudeau  |                  |
| 1988                        | Philippe Bouvatier       | Régis Clère             | Jérôme Simon          |                  |
| 1989                        | Laurent Fignon           | Éric Caritoux           | Pedro Delgado         |                  |
| 1990                        | Thierry Claveyrolat      | Éric Boyer              | Jean-Claude Bagot     |                  |
| 1991                        | Thierry Marie            | Gérard Rué              | Jean-François Bernard |                  |
| 1992                        | Jean-François Bernard    | Thierry Claveyrolat     | Richard Virenque      |                  |
| 1993                        | Tony Rominger            | Jean-Philippe Dojwa     | François Lemarchand   |                  |
| 1994                        | Djamolidine Abdoujaparov | Thomas Davy             | Jacky Durand          |                  |
| 1995                        | Richard Virenque         | Laurent Madouas         | Marco Pantani         |                  |
| 1996                        | Laurent Brochard         | Stéphane Heulot         | Luc Leblanc           |                  |
| 1997                        | Richard Virenque         | Frédéric Guesdon        | Cédric Vasseur        |                  |
| 1998                        | Stéphane Heulot          | Bobby Julich            | Laurent Brochard      |                  |
| 1999                        | Laurent Dufaux           | Richard Virenque        | Stéphane Heulot       |                  |
| 2000                        | Pascal Hervé             | Gilberto Simoni         | Charles Guilbert      |                  |
| 2001                        | Laurent Jalabert         | Christophe Moreau       | Sylvain Chavanel      |                  |
| 2002                        | Nicolas Vogondy          | Laurent Brochard        | Thierry Gouvenou      |                  |
| Course en ligne depuis 2003 |                          |                         |                       |                  |
| 2003                        | Jérôme Pineau            | Mickaël Pichon          | Walter Bénéteau       |                  |
| 2004                        | Sylvain Chavanel         | Guido Trentin           | Christophe Oriol      |                  |
| 2005                        | Philippe Gilbert         | Ludovic Turpin          | Mickaël Buffaz        |                  |
| 2006                        | Anthony Charteau         | Bert Scheirlinckx       | Nicolas Crosbie       |                  |
| 2007                        | Benoît Vaugrenard        | Mickaël Buffaz          | Bert De Waele         |                  |
| 2008                        | Arnaud Gérard            | Jérôme Pineau           | Sandy Casar           |                  |
| 2009                        | Matthieu Ladagnous       | Stefan van Dijk         | Wesley Sulzberger     |                  |
| 2010                        | Andy Cappelle            | Jérémie Galland         | Romain Hardy          |                  |
| 2011                        | Anthony Delaplace        | Julien El Fares         | Arnaud Gérard         |                  |
| 2012                        | Tony Hurel               | Samuel Dumoulin         | Davy Commeyne         |                  |
| 2013                        | José Gonçalves           | Matthias Brändle        | Sébastien Delfosse    |                  |
| 2014                        | Jan Ghyselinck           | Antoine Duchesne        | Quentin Jauregui      |                  |
| 2015                        | Oliver Naesen            | Fabrice Jeandesboz      | Antoine Duchesne      |                  |
| 2016                        | Baptiste Planckaert      | Ryan Anderson           | Julien Duval          |                  |
| 2017                        | Alexis Gougeard          | Johan Le Bon            | Laurent Pichon        |                  |
| 2018                        | Pierre-Luc Périchon      | Pierre Gouault          | Lorrenzo Manzin       |                  |
| 2019                        | Benoît Cosnefroy         | Valentin Ferron         | Damien Touzé          |                  |
| 2020                        | annulé/abandonné         | annulé/abandonné        | annulé/abandonné      | annulé/abandonné |
| 2021                        | Valentin Madouas         | Benoît Cosnefroy        | Anthony Perez         |                  |
| 2022                        | Franck Bonnamour         | Lorenzo Rota            | Anthony Turgis        |                  |
| 2023                        | Arnaud De Lie            | Valentin Ferron         | Jordan Jegat          |                  |
| 2024                        | Paul Lapeira             | Pascal Eenkhoorn        | Brieuc Rolland        |                  |
| 2025                        |                          |                         |                       |                  |